# SOS Vol 534

SOS Vol 534 (Rough Air: Danger on Flight 534) est un téléfilm américain réalisé par Jon Cassar, et diffusé en 2001.

## Synopsis
A l'occasion d'un voyage de retour vers New York, l'ancien pilote Mike Hogan, limogé pour d'obscures raisons, prend la place de copilote sur le vol 534 à la suite d'un désistement de dernière minute. Mais un incident de dépressurisation va l'amener à remplacer le capitaine blessé. Alors que l'avion doit affronter une tempête, le seul moyen de sauver les passagers est de reconfigurer le plan de vol pour atterrir en catastrophe en Islande.

## Fiche technique
- Titre original : Rough Air: Danger on Flight 534
- Titre français : SOS Vol 534
- Réalisation : Jon Cassar
- Scénario : Jim Makichuk
- Photographie : Derek Underschultz
- Musique : Marty Simon
- Durée : 86 min
- Pays :  États-Unis

## Distribution
- Eric Roberts (VF : Guy Chapellier)  : l'officier supérieur Mike Hogan
- Alexandra Paul : Kathy Philips
- Mark Lutz : Ty Conner
- Susan Aceron : Susan Lee
- Anne Openshaw (en) : Tracey Nichols
- Kevin Jubinville : Jack Brooks
- Russell Yuen : Roger Lee
- Sergio Di Zio : Steve Johnson
- Carlo Rota : Cal Matthews
- Dean McDermott : Grant Blyth
- John Furey : Détective Kevin Muldoon
- Ryan Scott : Sam
- Kelly Ivey : Ripley
- Eliza Roberts : Mme Sanders
- Daryn Jones : Kerry Sanders